# Pałac w Jaworzu
Pałac w Jaworzu – zabytkowy pałac wybudowany w 1793 w miejscowości Jaworze.

## Historia
Pod koniec XVIII w. rodzina Laszowskich herbu Nałęcz rozpoczęła budowę klasycystycznego pałacu, a zakończyła rodzina de Saint Genois d’Anneaucourt, ich spadkobiercy. Elewacja wschodnia z głównym  wejściem  w  portyku z balkonem w ryzalicie zakończonym trójkątnym frontonem z herbem de Saint Genois d’Anneaucourt. Bramę zdobią figury puttów trzymających tarcze herbowe Laszowskich i de Saint Genois d’Anneaucourt.  Obiekt jest częścią zespołu pałacowego, w skład którego wchodzą jeszcze: park, dwie oficyny, brama przy pałacu.

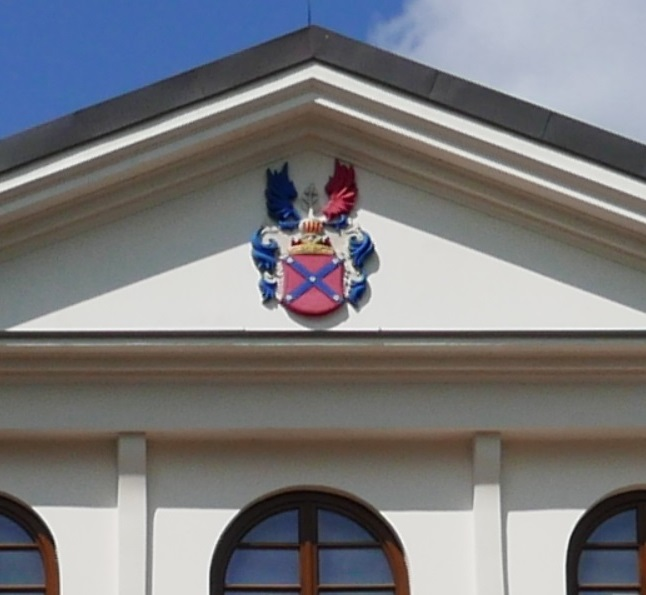
Fronton z herbem Saint Genois d’Anneaucourt
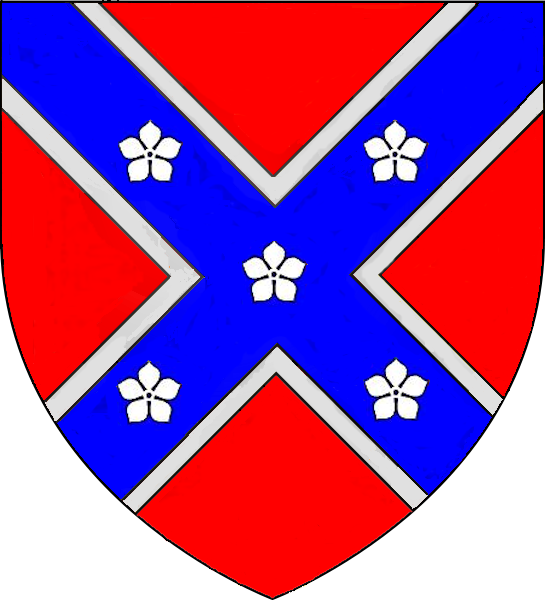
Herb Saint Genois d’Anneaucourt
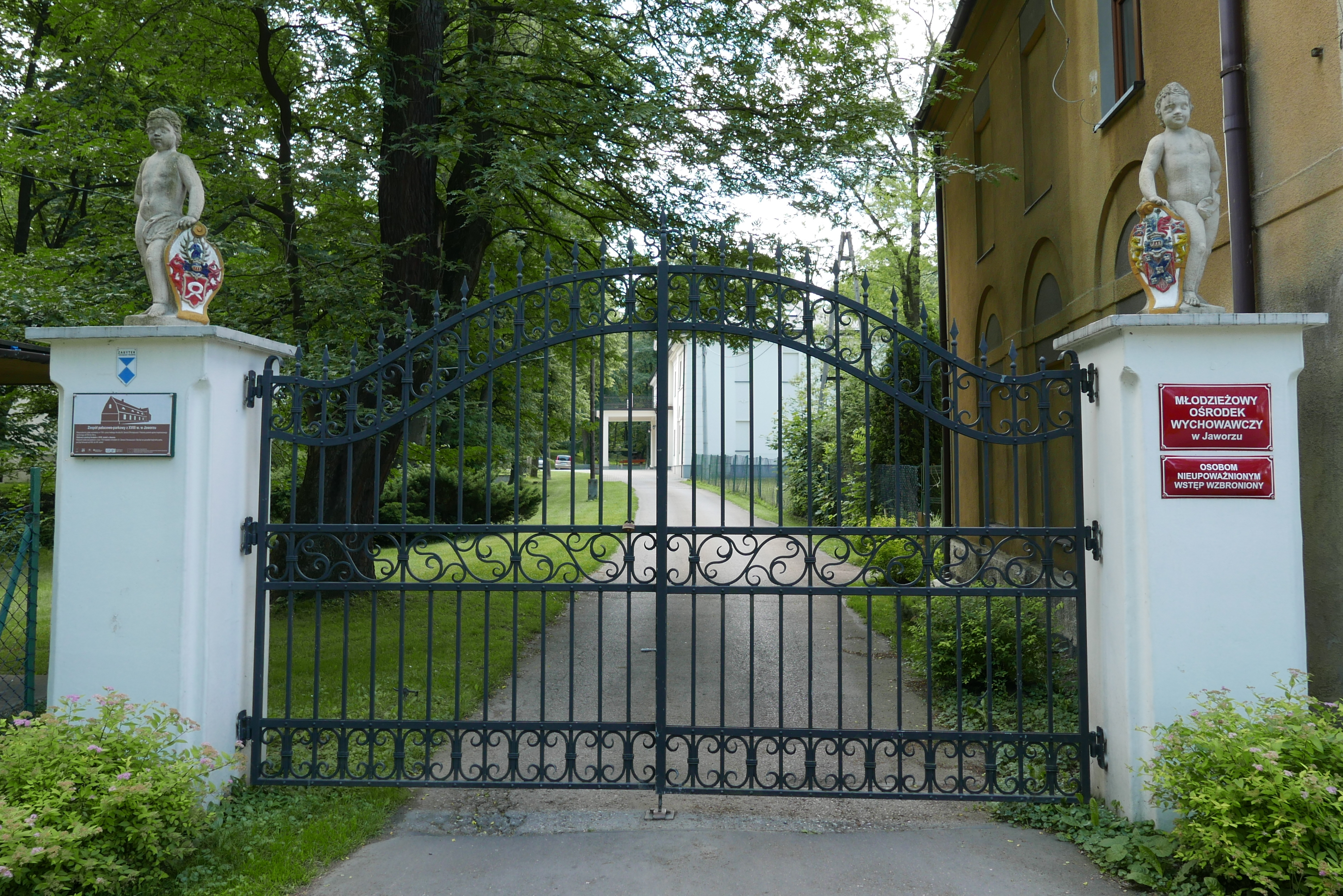
Brama z herbami
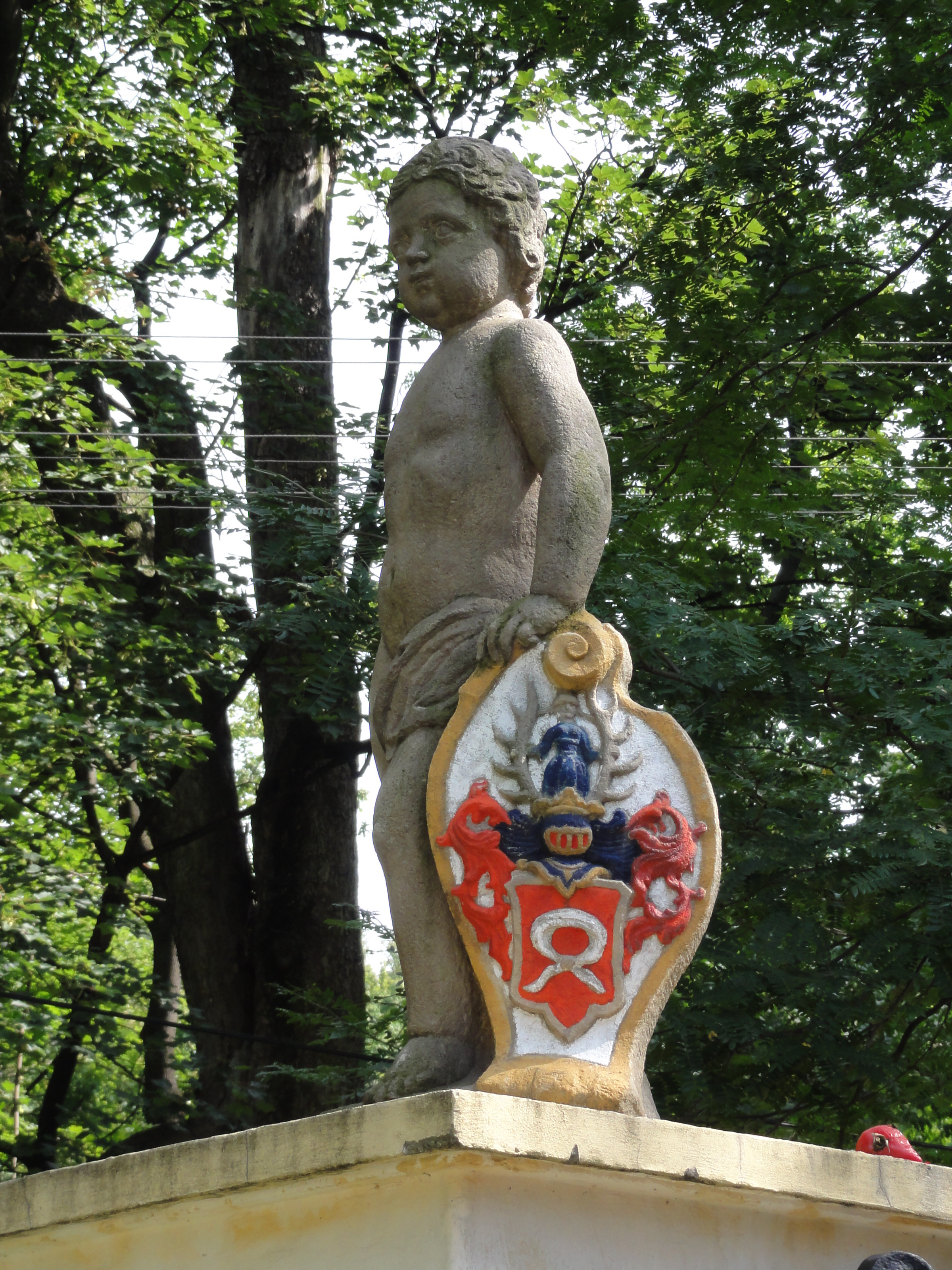
Putto z herbem Nałęcz Laszowskich
Herb Nałęcz
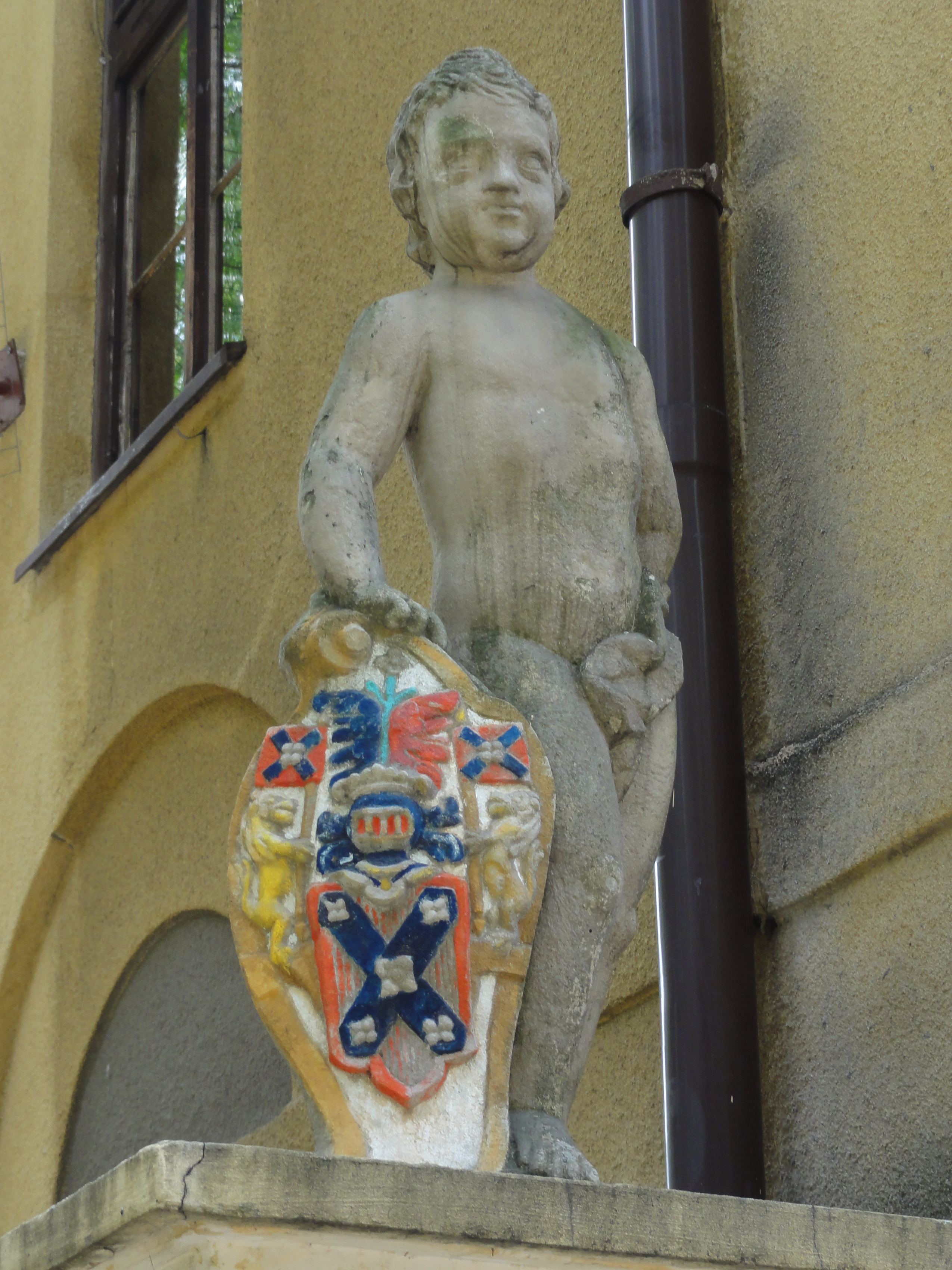
Putto z herbem Saint Genois d’Anneaucourt
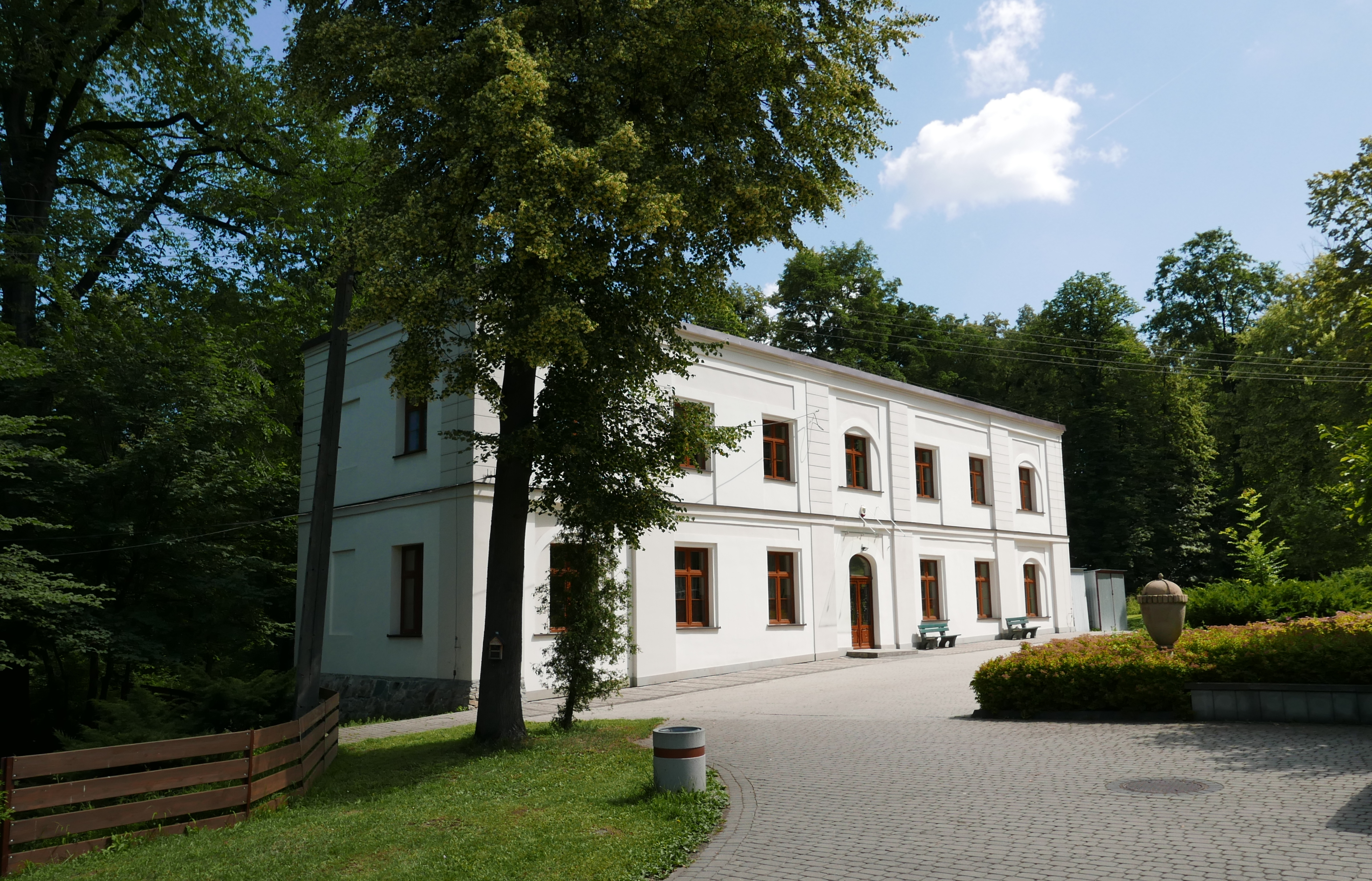
Oficyna pałacowa południowa
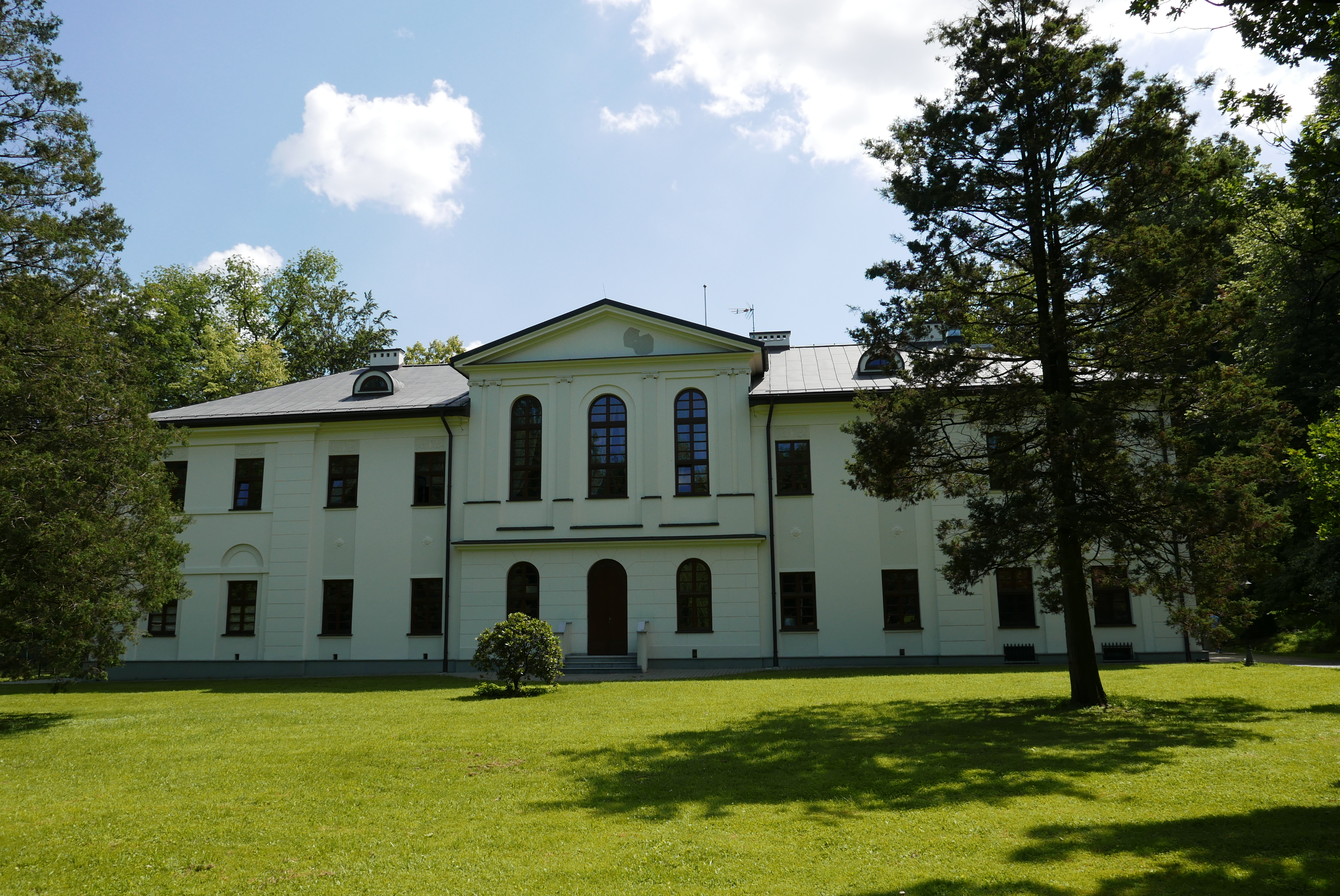
Pałac w Jaworzu, strona zachodnia